# 건흥 (고구려)
건흥(建興)은 삼국시대의 연호로 고구려에서 사용된 연호로 추정된다.

## 개요
1915년 충북 중원에서 발굴된 불상의 금동광배(金銅光背) 뒷면의 명문에서 발견되었다. 명문에는 ‘建興五年’이라는 연호와 ‘병진(丙辰)’이라는 간지가 기록되어 있다. 발굴 초기에는 출토지가 백제의 영역이라는 점에서 백제 성왕, 위덕왕, 법왕등의 연호로 추정하였다. 그러나 이후 중원 고구려비가 발견되고 고구려 불상 양식 등으로 고구려의 불상으로 확정되었다. 이에 따라 건흥 연호도 고구려의 연호로 추정되었는데 불상 양식에 따라 ‘건흥 5년 병진’을 536년(안원왕 6년)으로 비정하였다. 또 다른 연구로 ‘건흥 5년 병진’을 596년(영양왕 7년)으로 비정하였다. 그 외에도 장수왕 때의 연호라는 견해도 있다.

## 같이 보기
- 한국의 연호